# Peter van der Vlag
Peter van der Vlag (Leeuwarden, 5 december 1977) is een Nederlands voormalig profvoetballer die als doelman speelde. Hij is de zoon van oud-voetballer Henk van der Vlag en was zes jaar keeperstrainer van SC Cambuur.

## Clubcarrière
Van der Vlag speelde voor VV Wildervank, alvorens hij bij BV Veendam terechtkwam. Vanaf het seizoen 1998/1999 stond hij voor een periode van vijf jaar bij Veendam onder de lat. In 2003 vertrok hij naar de Go Ahead Eagles. Na een seizoen verruilde hij die club voor SC Cambuur. In het seizoen 2005/06 werd Van der Vlag door Voetbal International gezien als de beste speler van de Eerste divisie. Van der Vlag stond tot 2009 onder contract bij SC Cambuur. Vervolgens keerde hij terug naar BV Veendam, waarna hij in 2011 terugkeerde naar Go Ahead Eagles waar zijn voormalige trainer bij BV Veendam, Joop Gall trainer was. Na het ontslag van Gall bij Go Ahead Eagles en diens aanstelling bij FC Emmen, tekende ook Van der Vlag bij laatstgenoemde club.
In juli 2014 vertrok Van der Vlag naar FC Groningen als vervanger van Stefan van der Lei, die juist verhuurd werd door de Groningers aan FC Emmen. Van der Vlag tekende in Groningen een contract voor één jaar. De club lichtte in maart 2015 een optie in zijn contract en verlengde zijn verbintenis daarmee tot medio 2016. In mei 2015 debuteerde hij eindelijk in de Eredivisie. De eerste doelman van FC Groningen, Sergio Padt, besloot om Van der Vlag de laatste wedstrijden van het seizoen te laten keepen na de bekerwinst. Op 23 mei 2017 maakte zijn werkgever FC Groningen bekend dat hij na meer dan twintig jaar betaald voetbal zou stoppen als profvoetballer. In plaats van bij Be Quick 1887 te gaan spelen, ging hij toch verder bij FC Emmen. Met Emmen promoveerde hij in het seizoen 2017/2018 via de nacompetitie naar de Eredivisie. Na het seizoen 2018/2019 zette hij een punt achter zijn voetbalcarrière.
Van het seizoen 2019/2020 tot en met 2024/2025 was Van der Vlag keeperstrainer bij SC Cambuur.

## Erelijst
Met  FC Groningen
| Nationaal          |    |         |
| Winnaar KNVB beker | 1x | 2014/15 |